# Sineugraphe melanostigma
Sineugraphe melanostigma är en fjärilsart som beskrevs av Charles Boursin 1954. Sineugraphe melanostigma ingår i släktet Sineugraphe och familjen nattflyn. Inga underarter finns listade i Catalogue of Life.